# Dalip Singh Saund

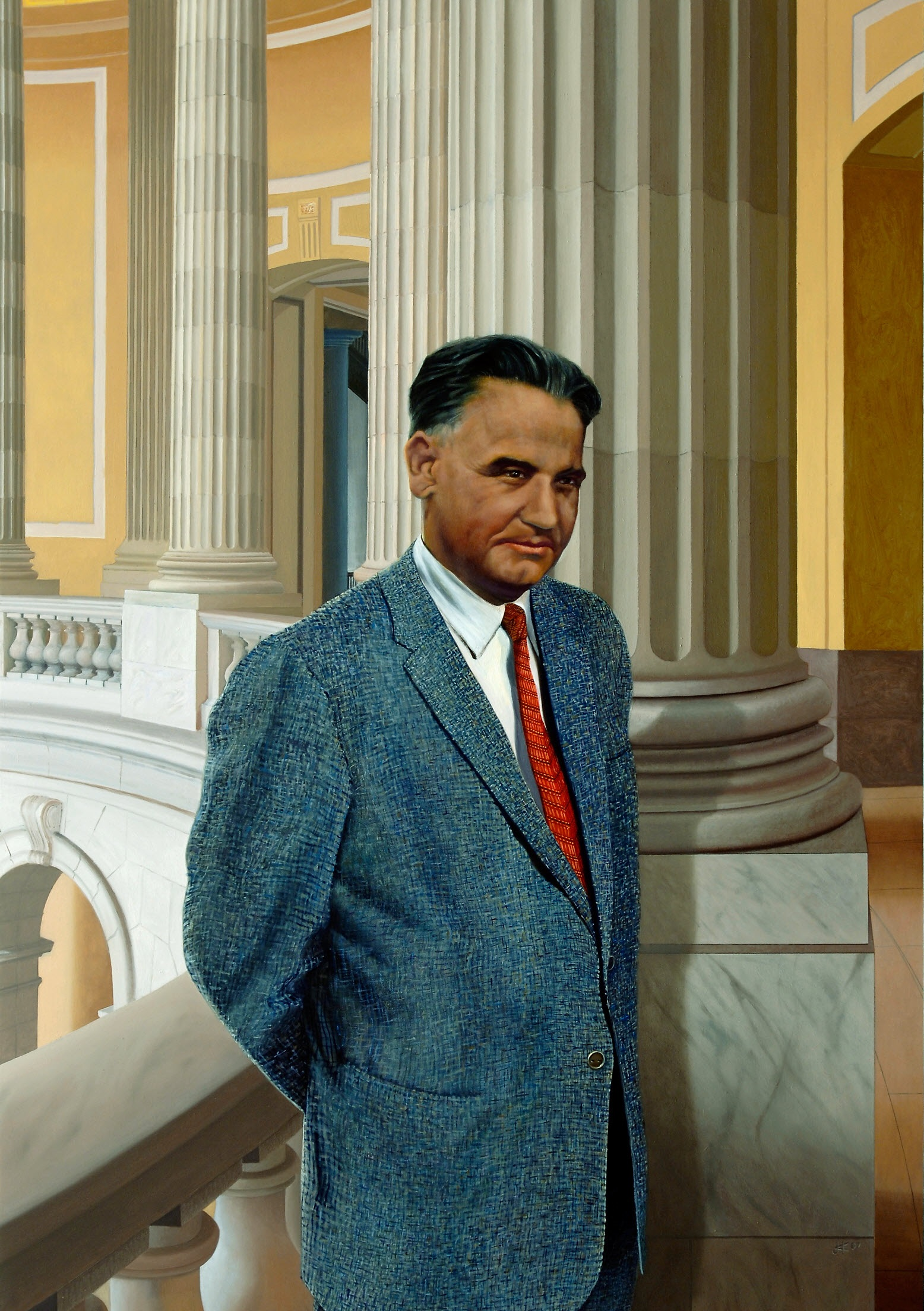
Dalip Singh Saund

Dalip Singh Saund (* 20. September 1899 in Amritsar, Indien; † 22. April 1973 in Hollywood, Kalifornien) war ein US-amerikanischer Politiker. Zwischen 1957 und 1963 vertrat er den Bundesstaat Kalifornien im US-Repräsentantenhaus. Er ist der bislang einzige Sikh, der in den Kongress gewählt wurde.

## Werdegang
Dalip Saund wuchs in der damaligen britischen Kronkolonie Indien auf, wo er die öffentlichen Schulen besuchte. Er studierte bis 1919 an der University of the Punjab in Lahore. Im Jahr 1920 kam Saund nach Los Angeles, wo er bis 1922 an der dortigen University of California seine Ausbildung fortsetzte. Zwischen 1930 und 1953 baute Saund im Imperial Valley in Kalifornien Salat an. Seit 1953 handelte er mit chemischem Dünger in Westmorland. Seit 1949 war er amerikanischer Staatsbürger. Von 1952 bis 1957 fungierte er als Friedensrichter seines Heimatbezirks. Gleichzeitig schlug er als Mitglied der Demokratischen Partei eine politische Laufbahn ein. In den Jahren 1952, 1956 und 1960 war er Delegierter zu den jeweiligen Democratic National Conventions.
Bei den Kongresswahlen des Jahres 1956 wurde Saund im 29. Wahlbezirk von Kalifornien in das US-Repräsentantenhaus in Washington, D.C. gewählt, wo er am 3. Januar 1957 die Nachfolge von John Phillips antrat. Bei der Wahl hatte er sich gegen die Republikanerin Jacqueline Cochran durchgesetzt. Nach zwei Wiederwahlen konnte er bis zum 3. Januar 1963 drei Legislaturperioden im Kongress absolvieren. Diese Zeit war von den Ereignissen des Kalten Krieges und der Bürgerrechtsbewegung bestimmt. Dalip Saund war der erste Kongressabgeordnete, der aus Indien stammte. Im Jahr 1962 wurde er nicht wiedergewählt. Er starb am 22. April 1973 in Hollywood.